# シーガイア
シーガイア（SEAGAIA）は、宮崎県宮崎市山崎町浜山にあるリゾート施設。2024年現在の正式名称は「フェニックス・シーガイア・リゾート」。名称は、英語で海を意味する「Sea」と地球を意味する「Gaia」を組み合わせた造語。竣工・開業最初期の名称は「宮崎シーガイア」であった。

## 概要
「観光県・宮崎」の復興を目指して、総合保養地域整備法（リゾート法）の第1号指定され「宮崎・日南海岸リゾート構想」の中核施設「宮崎シーガイア」として建設された。官民一体の巨大プロジェクトで、運営会社はフェニックスリゾートで、宮崎県や宮崎市が出資する第三セクターとして設立された。
建設地は宮崎市一ツ葉地区で、防風林として植樹されていた海岸部の松林を伐採して進められた。まず、1993年7月に、世界最大級の室内プール「オーシャンドーム」やゴルフコースなど5施設が一部開業。続いてホテルや国際コンベンションセンター、アミューズメント施設なども完成し、1994年10月に全面開業している。2000年7月には主要国首脳会議（G8）外相会合、2023年4月にはG7農林水産大臣会合が開かれた。
オープンに備え、大規模なテレビコマーシャルなどの広告展開を行い、CMでは荻野目洋子を、CMソングは鈴木結女や工藤静香を起用した。また、全面開業キャンペーンソング・CMキャラクター・こけら落とし音楽コンサートにスティングを起用した。
隣接するアクセス手段のひとつでもある一ツ葉有料道路は、絶景のオーシャンビューロードとして知られる。
2024年、全面開業から30周年を迎えた。

## 経営状況
総事業費2000億円で建設されたが、建設期間中の1990年代初頭にバブル経済が崩壊したことに加え、割高な料金による利用客数の低迷もあいまって、毎年200億円前後に上る赤字が発生した。2001年2月に、第3セクターとしては過去最大となる3261億円の負債で会社更生法の適用を申請し、経営破たん。新たな支援企業が探されたが、接触してきたのは外資が中心で、同年6月に、アメリカ合衆国（米国）の投資会社リップルウッド・ホールディングスが162億円で買収することで合意が成立した。
2005年度決算は12億円の損失、累積損失は78億9000万円となっているが、償却前利益 (EBITA) が会社設立18年目にして初の1億3800万円の黒字となり、経営は改善の兆しをみせている。
75億円を投じてゴルフと温泉施設を整備充実するなど、富裕層をターゲットに経営再建を進めたことにより、客単価を向上させることに成功した。交通利便がよいにもかかわらず地元の利用者が少なく苦戦したが、東アジア（韓国、中国）からの観光客誘致や宣伝を積極的に行い、国内向け集客も首都圏や京阪神を中心にテコ入れを行った。
2007年3月期決算の営業利益が2億2200万円となり、1993年の施設オープン以来初の営業黒字となったが、中核施設のオーシャンドームは2007年9月30日に閉鎖された。
2012年3月26日、フェニックスリゾートの全株式をセガサミーホールディングスが取得し、完全子会社化した。
2015年、開業以来最大規模である総工費100億円の大規模改修工事を開始、約1年半を掛けホテル客室の約96%を一新、コンベンションセンターの2階ロビーの大幅改修などを行い、2016年8月1日、リニューアルオープンした。
2024年5月10日、セガサミーホールディングスは「フェニックス・シーガイア・リゾート」の運営会社を、米投資ファンド「フォートレス・インベストメント・グループ」に売却すると発表した。売却額は非公表という。シーガイアはセガサミーHDのもとで経営の立て直しを進めていた。

## 主な施設

### ホテル
これらの3ホテルは、フォートレスの子会社であるアイコニア・ホスピタリティのアイコニアコレクションに属する。

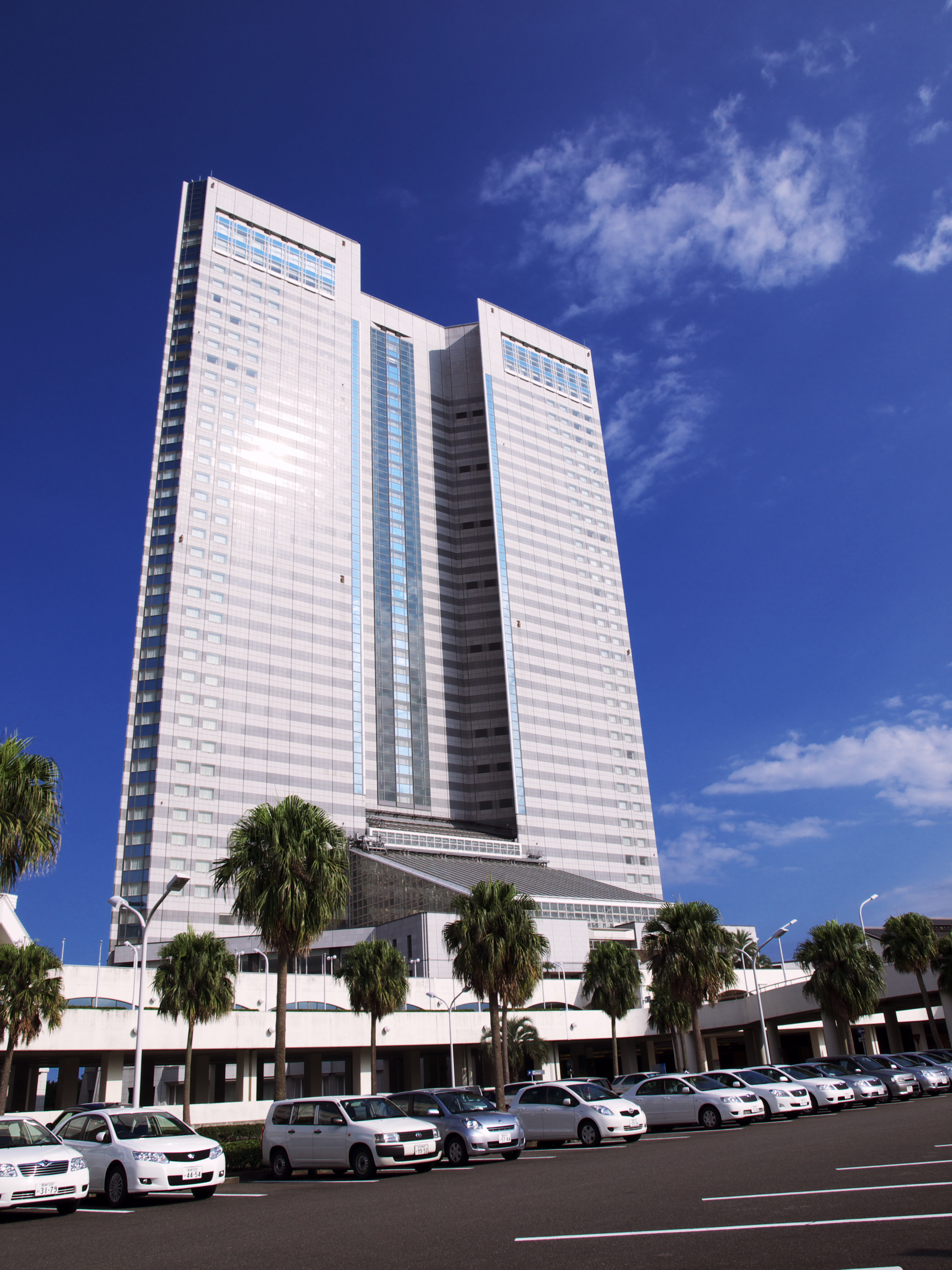
フェニックス・シーガイア・オーシャン・タワー
高さ154m、43階建ての高層ホテル。ホテル・オーシャン45として開業し、リップルウッドによる買収後、シェラトンに改称した。その後、2025年6月5日を以てマリオット・インターナショナルのチェーンホテルを離脱。旧：シェラトン・グランデ・オーシャンリゾート。
シーガイア・フォレスト・コンドミニアム
コンドミニアムタイプの長期滞在型ホテル。旧：ラグゼ一ツ葉。2025年2月からシーガイア・フォレスト・コテージ同様マイステイズ・ホテル・マネジメント（現：アイコニア・ホスピタリティ）運営になり、前述のフェニックス・シーガイア・オーシャン・タワーと同時にシーガイア・フォレスト・コテージ同様名称変更。
シーガイア・フォレスト・コテージ
一戸建てやグループタイプなど14棟72室で構成されるコテージ。旧：コテージ・ヒムカ。

### アミューズメント

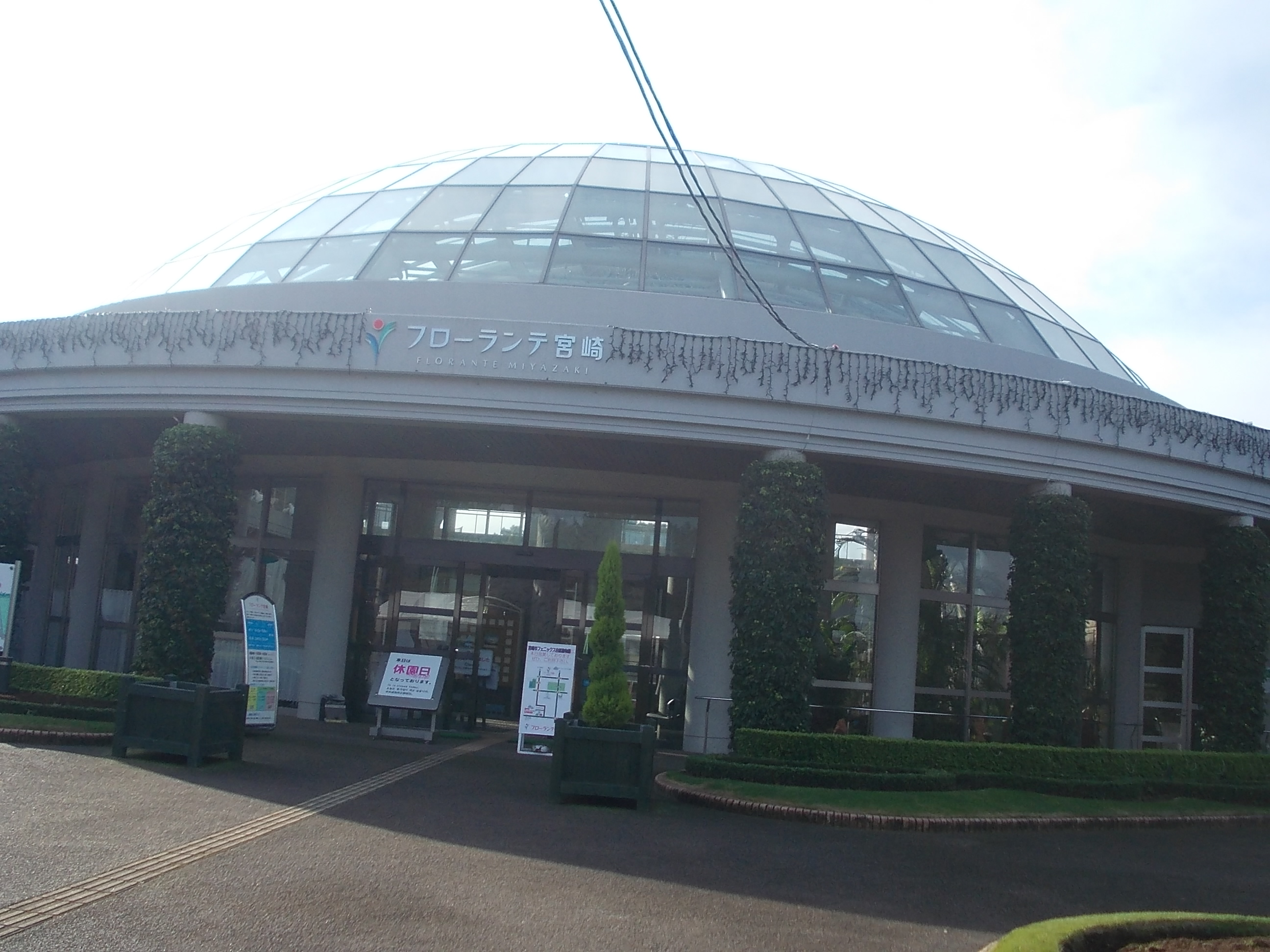
フローランテ宮崎

松泉宮
温泉施設。大浴場「月読」、中浴場「新月」のほか、離れ湯が5棟ある。
バンヤンツリー・スパ フェニックス・シーガイア・リゾート
フェニックス・シーガイア・オーシャン・タワー39階にあるリラクゼーション施設。
シーガイアテニスアカデミー
国際大会が開催可能なセンターコートなど20面（うち4面は屋内）のコートを持つテニスクラブ。
以下は宮崎市フェニックス自然動物園管理株式会社が管理・運営する施設である。
宮崎市フェニックス自然動物園
約100種1,500点の動物が野生に近い状態で見られる動物園。
フローランテ宮崎
園内に植物園がある都市公園。元々は、第16回全国都市緑化フェア（「グリーン博みやざき'99」）のメイン会場だった。

### ゴルフ施設
フェニックスカントリークラブ
サンホテルフェニックスの海岸（東）側に位置する名門ゴルフコース。毎年11月に男子プロゴルフツアーの「ダンロップフェニックストーナメント」が開催されている。
トム・ワトソンゴルフコース
シェラトン・グランデ・オーシャンリゾートの海岸（東）側に位置するトム・ワトソン設計のコース。
フェニックスゴルフアカデミー
アメリカ（主に南部フロリダ州）でゴルフ理論・ティーチング理論を学んだケンゴ本田が教えるゴルフアカデミー。

## 過去に存在した施設

### ホテル（過去）
ホテル北郷フェニックス
日南市北郷町郷之原の北郷フェニックスリゾートにあるホテル。フェニックス・シーガイア・リゾートから南に車で約1時間かかる丘の上にある。北郷フェニックスリゾートの株式は、2010年3月31日に韓国の東光グループに売却され、「ホテルジェイズ日南リゾート」に名称変更されている。
サンホテルフェニックス
一ツ葉海岸の樹海に囲まれたホテル。リップルウッドによる買収後の2002年にシェラトンフェニックスゴルフリゾートと改称したが、2006年にサンホテルフェニックスに再び改称した。1973年に開業し、「開業後41年が経過し、高い顧客満足度を維持したうえで中長期的に運営を継続することは困難である」（フェニックスリゾート株式会社）として、2015年6月30日に営業を終了した。

### アミューズメント（過去）
フェニックスボウル
36の木製レーンを備えた大型ボウリング場。1972年4月28日に開業し、42年間に渡り営業されてきたが、2015年3月31日をもって営業終了。
オーシャンドーム
後述。

### ゴルフ施設（過去）
北郷フェニックスカントリークラブ
日南市北郷町の北郷フェニックスリゾートにある18ホールのコースで、ホテル北郷フェニックスに隣接している。ホテルと同じく、2010年3月31日に韓国の東光グループに売却され、「ジェイズカントリークラブ 日南コース」に名称変更されている。

## シーガイアコンベンションセンター
2000年7月に主要国首脳会議（G8）外相会合が開催されるなど、シーガイアは日本屈指の大型コンベンションセンターでもある。国際会議や学会、コンサートなどに利用されているが、「大都市から遠く離れた観光地」というイメージが残る土地柄、その機能を最大限に発揮するイベントの誘致はなかなか難しい現状にある。2023年にはG7農林水産大臣会合が開催され、各国大臣はマンゴーやきゅうりを試食した。
一方、結婚式と披露宴の会場としては、地元から一定の利用が行われている。このため、サミット建物の内部に神道式結婚式場が置かれ、シェラトンホテルの南側にキリスト教式チャペルが建設されると共に、シェラトンホテルの43階にも天空のチャペルが設けられている。
主な施設
- ワールドコンベンションセンターサミット - 最大5000人を収容可能なサミットホール（2,600m2）をはじめ、大小の会議場を備えたコンベンションセンター。シェラトン・グランデ・オーシャンリゾートに隣接。
- シーガイアスクエア1 - 1haを超える屋外スペース。ワールドコンベンションセンターサミットに隣接。

## オーシャンドーム

### 概要（オーシャンドーム）
オーシャンドームは、開閉式の屋根を持つ全天候型プール。シーガイアリゾートのランドマーク的存在で、全面オープンに先立つ1993年7月30日に先行オープンした。10万本の松の木を伐採した跡地に造られた施設で、奥行き300m、幅100mで、高さは38mある。中国の大理石を砕いてつくった長さ140mの人工ビーチや造波プールを持ち、「世界最大の室内ウォーターパーク」としてギネスに登録されている。
しかし、入場客数は予想を大きく下回り、巨額な累積赤字のため経営が行き詰まり、経営破綻の一因となった。2001年にリップルウッドに買収された後、再建のため、2002年10月1日から営業が一旦休止された。翌年から季節営業という形で営業が再開されたが、入場者数の減少が続いたため、2007年9月30日を最後に、ドームは閉鎖された。しかし、その後もドーム自体は残り、その活用策が模索されており、2009年12月には、宮崎県と宮崎市に対して無償提供による活用を申し出たが、2010年8月に宮崎県は維持費や改修費の負担が大きいとして受け入れを拒否した。2012年にセガサミーホールディングスが買収して以降は、同社が活用に意欲を見せていたが老朽化が進行。2014年8月1日、活用を断念して施設を解体する方針を表明。
解体後は、屋外競技用のアスリート強化拠点、ナショナルトレーニングセンター（NTC）の誘致を目指すとした。
解体工事は2016年8月に始まり、翌2017年4月に完了した。
その後も、カジノを含む統合型リゾート施設（IR）の誘致を検討する動きがあったが、2019年の時点ではオーシャンドーム跡地は更地のままだった。
2021年8月には県が「屋外型トレーニングセンター」（仮称）の誘致を発表、主にサッカーやラグビー日本代表の合宿を念頭に、2023年4月のオープンを目標として「スポーツランドみやざき」のイメージアップを図るとした。新施設名の命名権（ネーミングライツ）はスポンサー企業に委ねるとし、国のナショナルトレーニングセンターの中核拠点、「味の素ナショナルトレーニングセンター」のスポンサー企業である味の素が命名権を獲得した。新施設は同社の健康食品の名称から「アミノバイタルトレーニングセンター宮崎」と名付けられ、2023年4月1日に正式オープンした。

### 建設の背景
訪れる観光客は暖かい南国の海岸にある全天候型プールに違和感を覚えるが、シーガイア付近の海岸は浅瀬が少なく、通年波も荒い。また「だし」と呼ばれる強烈な引き潮（離岸流）も存在している。この引き潮に呑み込まれて死者も出ていたため、安全な海水浴場で子供を泳がせることが一部の地元住民の悲願であり、オーシャンドーム建設のきっかけとなったとされる（後に小規模な海水浴場も開発されており、地元では利用されている）。
一方で、宮崎の海は波が大きいためサーフィンに適しており、オーシャンドームを利用することで浜辺の海水浴客が減少したために、サーファー向けの環境が向上したという一面もあった。

### 集客
初年度入場者目標は250万人と設定されたが、初年度から目標の半分を下回る結果となった。年間入場者数は、1995年に記録した約124万人が最多であった。
平日は閑散としていた反面、土日祝日や夏季観光シーズンには人出で賑わった。偏った入場者数の平準化が開場以来の課題であり、プール以外のエンターテイメントや施設整備に注力し集客を図る努力が払われていた。

### 入場料金の推移
地方の施設にしては入場料が高額という批判を受け、健康ランドと遜色のないレベルにまで入場料金が引き下げられた。しかし、2005年以降は逆に低価格路線に走りすぎ採算が取れなくなった。多少入場者は増えても赤字となり、結果的に閉鎖へと追い込まれてしまう。2007年にシーガイアが初の黒字となった際も、オーシャンドームは唯一の赤字施設だった。
料金が高額なのはバブル期に建設資金の融資を受けたため金利が非常に高く、施設の維持費用に加えて高額になった利息の支払いに入場料収入を充当せざるを得ない事情があったためであるが、高金利→高利息→高入場料→入場者低迷→経営不振→経営破綻、といったバブル経済の末路を象徴するような結果になった。
- 1993年 - 大人4,200円、中人（中高生）3,100円、子供（4歳 - 小学生）2,000円
- 2001年 - 大人2,500円、中人2,000円、子供1,400円
- 2005年 - 大人2,000円、子供1,000円

別途、宮崎県民割引や半年パスの設定があった。
- 2001年 - 大人遊泳 大人2,000円、中人1,500円、子供1,000円
- 2001年 - 見学 大人400円、中人300円、子供200円　※県外者は各200円増し

## 交通アクセス
車
- 一ツ葉道路 - シーガイアIC
- 県道11号宮崎島之内線

鉄道

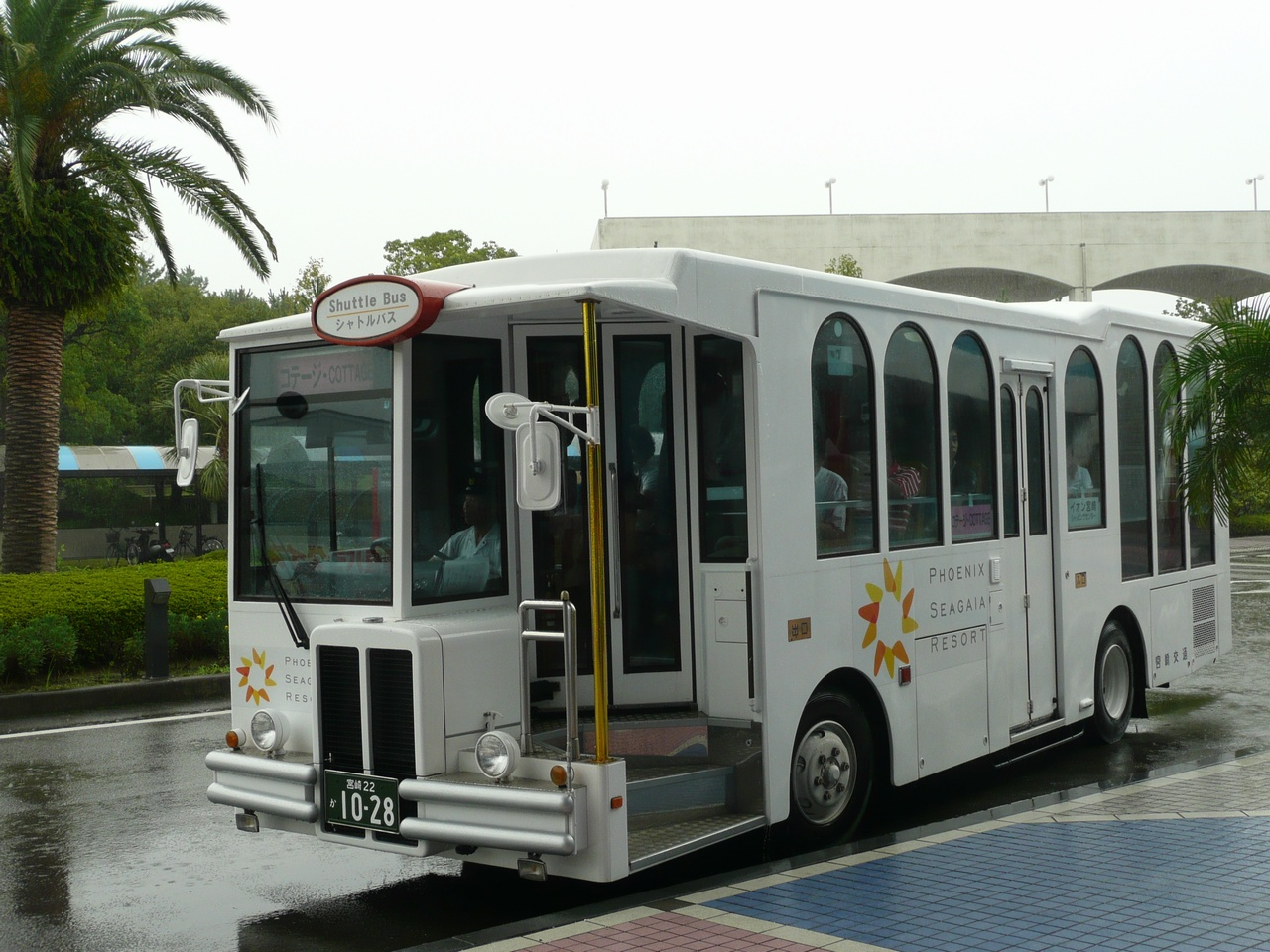
オーシャンドーム前に停車中の宮崎交通のシャトルバス

- 宮崎駅 - 宮崎交通バスシーガイア行き25分、タクシー15分。
- 蓮ヶ池駅 - 徒歩35分（2.8 km）

空港
- 宮崎空港 - 宮崎交通バスシーガイア行き32分、タクシー20分。

港
- 宮崎港 - タクシー10分。

園内シーガイアシャトルバスを無料で運行している。

## 施設の各種利用

### サッカーキャンプ地
シーガイアは、国内有数のプロサッカークラブキャンプ地として知られている。古くは初期ヴェルディ川崎に始まり、日本代表も数回合宿を行っている。2002年日韓ワールドカップの際のドイツ代表のベースキャンプ地でもある。Jリーグクラブでは、2006年は横浜F・マリノス、サンフレッチェ広島が、隣接の国際海浜エントランスプラザではコンサドーレ札幌、ベガルタ仙台、セレッソ大阪がキャンプを行っている。
また2010年には宮崎県下で発生した口蹄疫流行問題を受けて、セミプロの日本フットボールリーグ（JFL）のホンダロックSCが主催する予定だった後期2節（7月11日）のツエーゲン金沢戦、および後期4節（7月25日）の松本山雅FC戦の2試合 を、会場を当地イベントスペースに変更したうえでの無観客試合を行った。なお2010年中は会場を公表しないとする条件を付けたが、2011年2月3日に正式公表された。

### テレビ番組・ゲームソフト
- 西部警察 SPECIAL - ロケーションに使われた。
- スポーツLIFE HERO'S - テレビ宮崎（以下、UMK）では普段『news zero』及び『Going!Sports&News』をネットしているため当番組はネットしていないが、読売ジャイアンツが宮崎へキャンプを行いに来た時にUMKがこの施設から中継を行うことがある（裏送り）。
- 水曜どうでしょう - 1997年にパブリシティ企画として放送。水曜どうでしょうDVD全集第5弾（2005年発売）に、宣伝部分を除いた上で「宮崎リゾート満喫の旅」として収録。再放送番組の『水曜どうでしょうClassic』『水曜どうでしょうプレミア』では全局が、『どうでしょうリターンズ』では一部放送局を除き放送されていない。嬉野雅道に「意外と狭い」と言われる。その為か、部屋の紹介は無理にテンションを上げていた。また、番組の性質上宣伝の為に短期間でいろいろな施設の説明しなければならず、出演者からはギチギチなタイムスケジュールにより、疲れが取れるどころか疲労が溜まり、最終日は疲れきっていた。
- 恋のサマーファンタジー in 宮崎シーガイア（セガサターン） - 奥菜恵と宮崎シーガイアでヴァーチャルデートするゲームソフト。1997年8月発売。
- 大人のDSゴルフ（任天堂） - フェニックスカントリークラブ収録のゴルフゲームソフト。2005年11月10日発売。
- Ripple 〜ブルーシールへようこそっ〜（戯画）　- 作中に登場するリゾート施設「ブルーシール」のモデル。
- Links LS（ゴルフゲーム） - シリーズの一部にフェニックスカントリークラブを収録。またコースデータも未収録ソフトのアドオンとして販売された。
- OVA 快盗天使ツインエンジェル〜キュンキュン☆ときめきパラダイス!!〜 - 親会社・サミーのパチスロが原作。このOVA版では実名で舞台となっている。
- アイドルマスターミリオンライブ！シアターデイズ！-ゲーム内のSSRカードイラストの背景としてオーシャンドームをモデルとしたと思しき建物が登場している。
- 日向坂で会いましょう（テレビ東京で毎週日曜の深夜に放送されているアイドルグループ「日向坂46」の冠番組） - 第28回〜30回放送。「日本のひなた」をキャッチフレーズにする宮崎県からのオファーを受け、番組のロケ地及び宿泊地として使用された。

## テレビ番組
- 日経スペシャル ガイアの夜明け（テレビ東京）
  - 外資は破たん企業を救うか〜ハゲタカ?救世主?その正体は...〜（2002年5月5日）[39]
  - 「検証!“ハゲタカ”の正体～外資ファンドは日本を救ったか～」（2006年7月18日、テレビ東京）[40] - シーガイアCEO丸山康幸を取材。